# 雲從科技
雲從科技（上交所：688327；CloudWalk Technology Co. Ltd.）是一家中华人民共和国人脸识别软件开发商。该公司因涉嫌参与重大侵犯人权行为而受到美国政府的制裁。

## 历史
雲從科技是由毕业于中国科學技術大学、具有人工智能和模式识别学术背景的周曦创立于2015年4月。

### 在大规模監控維吾爾人中所扮演的角色
2020年5月22日，美国商务部将雲從科技列入實體清單，因为該公司涉嫌协助中華人民共和國政府大规模监控维吾尔人。此外云從科技還与伊利诺伊大学厄巴纳-香槟分校合作开发监控技术。

## 客戶
云從科技是中国银行和海通证券的面部识别技术的主要供应商。
2018年，云從科技签署了一项协议，为津巴布韦政府提供大规模面部识别系统，该系统将监测所有主要的交通枢纽，并创建一个全国性的面部识别数据库 。

## 外部鏈接
- 官方网站